# Хвойный (Карелия)
Хво́йный — посёлок в Беломорском районе Карелии, входит в Сумпосадское сельское поселение.

## Общие сведения
Расположен у северного побережья озера Сумозеро, на вытекающей из озера реке Сума, в 87 километрах от районного центра — города Беломорск. Имеется подъездная дорога к посёлку от автодороги Сумский Посад — Вирандозеро.

## Население
| 2002 | 2009 | 2010 | 2013 |
| ---- | ---- | ---- | ---- |
| 379  | ↘328 | ↘232 | ↘206 |

## История
Ранее посёлок носил название Кевятозеро. В 1959 г. указом Президиума Верховного Совета РСФСР переименован в Хвойный.
Бывший центр Хвойнинской сельской администрации. Хвойнинская сельская администрация занимала территорию бывшей Лапинской волости. Располагалась на юге района на границе с Сегежским районом.
В состав Хвойнинской сельской администрации входили: Хвойный (административный центр), Воренжа, Лапино и Сумозеро.

## Улицы
- ул. Белоламбинская
- ул. Заречная
- ул. Набережная
- ул. Пашкова
- ул. Первомайская
- ул. Школьная